# Солёные огурцы
Солёные огурцы — блюдо, которое готовят из огурцов посредством соления с добавлением разнообразных специй. Солёные огурцы — одно из традиционных блюд славянской, немецкой кухонь (нем. Salzgurken), а также самый популярный овощ для засолки. В начале XX века вместе с евреями-эмигрантами из Восточной Европы солёные огурцы попали в Америку, где стали важным ингредиентом для различных сэндвичей и бургеров.

## Посол

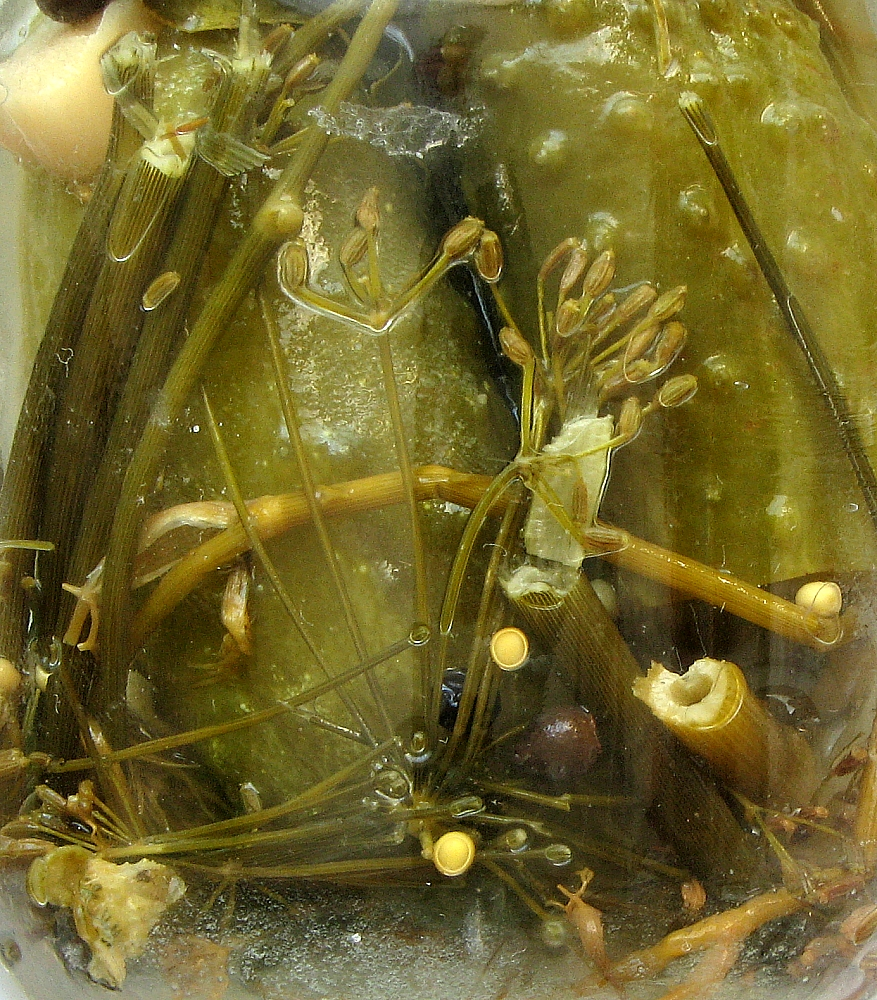
Огурцы, соленные с укропом

Огурцы для соления сортируют по величине, зрелости и сорту. Более подходящими для засолки считаются огурцы с чёрными пупырышками, огурцы с белыми используются в свежем виде. Особым деликатесом считаются солёные молодые огурчики, у которых тонкая кожа и плотная, без пустот, мякоть.
Приготовление состоит в том, что огурцы помещают в рассол и выдерживают в деревянных бочках от нескольких недель до нескольких месяцев. Помимо поваренной соли в рассол добавляют специи, которые варьируются в зависимости от рецепта: чеснок, укроп, чёрный перец, листья чёрной смородины, вишни, дуба, хрен и другие.
Огурцы, которые только успели просолиться, называют малосольными. При более долгом солении происходит заквашивание — процесс образования молочной кислоты.

## Хранение и консервирование
Почти до конца XX века солёные огурцы заготавливали на зиму в деревянных бочках (кадушках), вмещавших в себя несколько пудов. В настоящее время огурцы консервируют в стеклянных банках объёмом от 1 до 5 литров.

## Употребление
Солёные огурцы можно есть без дополнительной обработки. Их едят как целиком, так и добавляют в различные блюда в нарезанном виде — в салаты, супы, солянки.
Солёные огурцы, согласно распространённому мнению и стереотипу, являются традиционной русской закуской к водке.
Рассол от огурцов также применяется в приготовлении блюд. Он является основой кальи, добавляется в рассольник как неотъемлемая часть рецепта и в некоторые солянки. На его основе изготавливают соусы и салатные заправки. В русском и украинском быту существует традиция употребления рассола после застолья как средства от похмелья, которое помогает снять симптомы алкогольной интоксикации организма.